# Liste de personnalités liées à Madrid
Cet article liste les personnalités qui sont nées, ont vécu ou ont fortement influencé la ville de Madrid. De nombreuses célébrités sont ainsi présentes, notamment beaucoup d'écrivains et penseurs, des religieux, des personnalités politiques et militaires ou des artistes, qui ont façonné la ville au cours de son histoire.

## Écrivains et penseurs
- Tomás García Suelto (1778-1816), médecin et traducteur, né à Madrid;
- Sofía Casanova (1851-1968), poète, romancière et journaliste dans des journaux madrilènes, correspondante de guerre;
- María Goyri (1873-1954), écrivaine de la Génération de 14, universitaire et philologue, née à Madrid;
- Mercedes Rodrigo (1891-1982), psychologue et pédagogue;
- Amanda Junquera Butler (1898-1986), femme de lettres, née et décédée à Madrid;
- Ernest Hemingway (1899-1961), Américain, écrivain, correspondant de guerre durant la guerre civile espagnole, anti-fasciste, supportait les Républicains, résidait durant ses séjours à l'hôtel Florida de Madrid;
- Carmen Conde (1907-1996), poétesse, y est décédée;
- Martha Gellhorn (1908-1998), américaine, écrivain, correspondante de guerre durant la guerre civile espagnole, anti-fasciste, supportait les Républicains, résidait durant ses séjours à l'hôtel Florida de Madrid;
- John Dos Passos (1898-1970), Américain, écrivain, a résidé à l'hôtel Florida de Madrid, grand ami d'Ernest Hemingway jusqu'à leur brouille en 1937;
- Mijaíl Koltsov (1898-1940 ou 42), journaliste;
- Geoffrey Cox (en)  (1910-2008), journaliste;
- Henry Buckley (1813-1972);
- Ksawery Pruszyński (1907-1950);
- Herbert L. Matthews (1900-1977), Reporter, éditorialiste;
- Wiadomosci Literackie (1924-1939);
- María Ángeles Durán (1942), sociologue;
- Lola Robles (1963), écrivaine de science-fiction;
- Sara Mesa (1976), écrivaine;
- Ana Campoy (1979), romancière pour la jeunesse.

## Personnalités politiques
- Pablo de Azcárate (1890-1971), diplomate et politicien espagnol;
- Lucía Sánchez Saornil (1895-1970), poétesse, militante anarchiste et féministe libertaire espagnole;
- Louis de Bourbon (1974-), héritier légitimiste du trône de France;
- María Rosa Urraca Pastor (1900-1984), femme politique espagnole;
- María de la Purificación de la Aldea y Ruiz de Castañeda (1889-1976), infirmière et sage-femme militante républicaine espagnole, victime de la répression du dictateur Franco après la guerre d'Espagne;
- Trinidad Gallego Prieto (1913-2011), infirmière et sage-femme espagnole et prisonnière politique, résistante au franquisme;
- Hildegart Rodríguez Carballeira (1914-1933), dite La Vierge Rouge, jeune avocate sous la République, considérée comme l'une des précurseures de la Révolution sexuelle des femmes, assassinée par sa mère Aurora Rodríguez Carballeira à Madrid en 1933.

## Inventeurs, scientifiques, universitaires et industriels
- Pedro Miguel de Heredia (1579-1755), médecin mort à Madrid;
- Ángel Cabrera (1879-1960), zoologiste espagnol;
- Elisa Soriano Fisher (1891-1964), universitaire et ophtalmologue espagnole;
- Dolores Cebrián (1881-1973), femme politique, pionnière des sciences et professeure républicaine espagnole bannie sous l'Espagne franquiste[1];
- Juana Capdevielle (1905-1936), bibliothécaire et archiviste née à Madrid, assassinée par les nationalistes au début de la guerre d'Espagne;
- Aurora Villa (1913-2002), sportive et ophtalmologue espagnole;
- Patricia Mayayo (1967), historienne de l'art et universitaire espagnole.

## Militaires
- José Moscardó (1878-1956), général de Francisco Franco

## Religieux
- Antonio de Aragón-Córdoba-Cardona y Fernández de Córdoba (1615-1650), cardinal espagnol;
- Buenaventura de Córdoba Espínola de la Cerda (1724-1777), cardinal espagnol;
- Louis-Marie de Blignières (1949-), prêtre catholique français, fondateur de la Fraternité Saint-Vincent-Ferrier.

## Artistes
- Bénita Anguinet (1819-1887), première femme illusionniste espagnole;
- Matilde De Fassi (1845-1918), acrobate équestre et directrice de cirque italienne;
- Victorina Durán (1899-1993), artiste d'avant-garde associée au surréalisme, féministe et fondatrice du Cercle saphique de Madrid;
- Tito Livio de Madrazo (1899-1979), peintre, affichiste, caricaturiste espagnol;
- Bing Crosby (1903-1977), chanteur et acteur américain;
- Margarita Gil Roësset (1908-1932), sculptrice, membre du mouvement artistique des Las Sinsombrero;
- Elena Asins (1940-), peintre espagnole;
- Pilar Pequeño (1944-), photographe;
- Ana Higueras (1944-), soprano;
- Carmen Maura (1945-), actrice espagnole;
- Luis Delgado (1956-), compositeur, interprète et instrumentiste espagnol;
- Blanca Oteyza (1965-), actrice espagnole;
- Pénelope Cruz (1974-), actrice et mannequin espagnole;
- Carlos Atanes (1971-), réalisateur et dramaturge espagnol;
- Alba Flores (1986-), actrice espagnole;
- Luis San Román Gomendio (1986- 2011), réalisateur de cinéma espagnol;
- Amaya Fernández Pozuelo, claveciniste espagnole, y est née;
- Shangay Lily (1963-2016), écrivain et acteur, y a fait sa carrière;
- Ana Rayo (1971-), actrice, y est née;
- Mirela Balić (1998-), actrice, y est née;

## Sportifs
- Fabrice Bénichou, (1965), né à Madrid, ancien boxeur professionnel français devenu acteur de cinéma ;

- Mariano Jiménez Sánchez (1970), matador né à Madrid ;
- Zinédine Zidane (1972), joueur puis entraîneur du Real Madrid ;
- Karim Benzema (1987), joueur du Real Madrid et Ballon d'or 2022 ;
- Laura del Río, (1982), ancienne championne de football espagnole devenue entraîneuse ;
- Antoine Griezmann (1991), joueur de football à l'Atletico de Madrid ;
- Cristiano Ronaldo (1987), ancien joueur de football au Real de Madrid ;
- Alejandro Garnacho (2004), joueur de football argentin jouant à Manchester United ;
- Kylian Mbappé (1998), joueur de football au Real de Madrid.

## divers
- Manuel Marlasca (1967-), journaliste espagnol ;
- Pio Filippani Ronconi (it) (1920-2010), orientaliste italien ;
- Matilde Ucelay (1912-2008), architecte.